# In Her Skin
In her skin (también conocida como En su piel) es una película dramática australiana de 2009 escrita y dirigida por Simone North. Se cuenta la historia de una niña de 15 años que desapareció sin dejar rastro. La película se basa en la historia real del asesinato de Rachel Barber, que desapareció y más tarde se descubrió que fue asesinada por una antigua vecina y niñera de la familia, Caroline Reed Robertson.
La historia de la película se cuenta desde distintos puntos de vista; la víctima, los padres de la víctima y la asesina. Los flashbacks revelan detalles sobre todos los personajes, incluido el motivo de la asesina. In Her Skin está inspirado en el libro Perfect Victim de Elizabeth Southall (la madre de Rachel) y Megan Norris (una reportera de investigación).

## Sinopsis
Rachel es una niña de 15 años con un talento innato para la danza. Sin embargo, tras un viaje a la ciudad la niña no regresa a casa y no da señales de vida. Rápidamente, sus padres contactan con la policía para abrir una partida de búsqueda. La investigación no va al ritmo que el padre cree que debería ir, por lo que empieza a tomarse la justicia por su cuenta. Gracias a la persistencia de los padres, surge una pista que arroja luz sobre el caso. No se trata de una escapada típica de una adolescente resentida, sino que cabe la posibilidad de que se trate de un homicidio cuya responsabilidad parece recaer sobre algún vecino del barrio.

## Argumento
Rachel Barber, de 15 años, pierde el tranvía para encontrarse con su padre. Sus padres se preocupan y denuncian el incidente a la policía al día siguiente. Dado que Rachel había desaparecido con su mochila, con varias de sus posesiones favoritas, la policía trata el caso como un incidente de fuga de adolescentes.
Caroline Reed Robertson; una ex vecina y niñera de la familia Barber sufre de baja autoestima, depresión y un complejo de inferioridad. Sus padres están divorciados y tiene una relación complicada con ellos. Ella idolatra a la familia Barber, especialmente a su hija Rachel, y trata de emularla. Esta obsesión continúa incluso después de que Caroline comienza su vida adulta lejos de la familia Barber. Después de pasar años obsesionada con Rachel, Caroline decide 'convertirse' en Rachel y reemplazarla. Ella le pide a Rachel que sea parte de un estudio confidencial a través del cual Rachel puede ganar una cantidad considerable de dinero. Rachel le confía el estudio a su novio, Manni, quien se muestra escéptico al respecto, pero no le dice quién la reclutó para el estudio. Rachel va al apartamento de Caroline, donde conversan y beben. Caroline logra incapacitar a Rachel y la estrangula hasta la muerte. Mientras tanto, Manni les cuenta a los padres de Rachel sobre el estudio en el que Rachel quería participar. Un analista del departamento de Personas Desaparecidas de la policía, Max DePyle, se interesa por el caso. DePyle pide un favor a un amigo de Australia's Most Wanted para que el caso reciba atención especial de los medios.
Caroline arroja el cuerpo de Rachel en la granja de su padre. Piensa en cómo puede usar la identidad de Rachel para empezar de nuevo. Fingiendo preocupación por la desaparición de Rachel, Caroline llama al peluquero a casa. Pero se horroriza al descubrir que alguien describió a Rachel siendo vista con una mujer que coincide con la descripción de Caroline.
El extraño comportamiento de Caroline no pasa desapercibido y pronto su madre comparte sus preocupaciones con el padre de Caroline. La policía también se interesa en Caroline y el detective Neil Paterson y DePyle la lleva para interrogarla. Caroline colapsa y tiene que ser hospitalizada. Su padre la convence de que admita su posible papel en la desaparición de Rachel. Caroline termina confesando el asesinato y el detective Paterson la arresta.
Patterson y DePyle vienen a la casa de Barber para informarles sobre el destino de Rachel y la participación de Caroline en él.
La película se cierra con Caroline en prisión en espera de juicio, mientras que su familia y amigos asisten al funeral de Rachel.

## Reparto
- Guy Pearce ... Mike Barber
- Miranda Otto ... Elizabeth Barber
- Kate Bell ... Rachel Elizabeth Barber
- Khan Chittenden ... Manni Carella
- Sam Neill ... David Reid
- Rebecca Gibney ... Gail
- Ruth Bradley ... Caroline Reed Robertson
- Jack Finsterer  ... Neil Patterson
- Eugene Gilfedder ... Max DePyle
- Robert Braiden ... Detective
- Jeremy Sims ... McLean
- Damien Garvey ... Policía
- Claude Minisini ... Stephen Waddell
- Justine Clarke ... Irene
- Graeme Blundell ... Ivan
- Diane Craig ... Joy
- Steven Vidler ... Drew
- Kelly Abbey ... Zoe
- Veronica Neave ... Yvonne
- Paul Bishop ... Médico
- Paul Denny ... Paramédico
- Tori Forrest ... Peluquero
- Amanda Dettrick ... Diane
- Dan Purdey ... Policía de personas desaparecidas
- John Wonnacott ... Policía de personas desaparecidas

## Premios
- Ruth Bradley ganó el premio a la Mejor Actriz en el Festival de Cine de Milán 2010 por su interpretación de Caroline Reed Robertson.

## Producción
In Her Skin se inspiró en el libro de 2004 Perfect Victim de Elizabeth Southall, el seudónimo de Elizabeth Barber, la madre de Rachel Barber y Megan Norris, una reportera de investigación que como reportera judicial siguió el caso del asesinato de Rachel Barber. Como se menciona en la película, Robertson fue a juicio: después de declararse culpable, fue sentenciada y encarcelada en 2000 antes de ser puesta en libertad condicional en enero de 2015 .